# Kyra Vayne
Kyra Vayne, nacida como Kyra Knopmuss (del ruso: Кира Кнопмусс) (San Petersburgo, Rusia, 29 de enero de 1916 - Londres, 12 de enero de 2001) fue una cantante de ópera de origen ruso nacionalizada británica.

## Biografía
Nació como Kyra Knopmuss en San Petersburgo justo antes del comienzo de la Revolución Rusa, y en 1924 la familia huyó en Londres. Fue educada hasta los 15 años en una escuela privada. En 1937 actuó como bailarina en la revista Sanctions, junto a la cantante y bailarina Phyllis Dixey. Intervino en una retransmisión por radio de la BBC en 1938 con el Coro de Chicas de Teddy Joyce. Después de que dos profesores de voz rechazaran darle clases, empezó a recibir clases de canto de la soprano Mignon Nevada.
Entre 1937 y 1941, al principio bajo el nombre de Kyra Vronska, fue de gira con musicales, como por ejemplo Balalaika, Show Boat y Chu Chin Chow. Cantó después, canciones gitanas rusas en el espectáculo Variety Bill de Vic Oliver, en gira por Gran Bretaña. Cambió su nombre de nuevo a Kyra Vayne y cantó con la Orquesta Sinfónica Británica de Oliver. Después cantó en La feria de Sorótxintsi de Mússorgski en el Teatro Savoy y en gira, codeándose con la cantante Oda Slobodskaya, en el papel de Khivria, y también con Daria Bayan como Parassia. Esta producción fue muy popular y volvió a Londres, al Teatro Adelphi, antes de hacer una segunda gira. También cantó el rol principal de Gay Rosalinda, en una versión en inglés de Die Fledermaus de Johann Strauss, al Teatro Palace, durante cuatro semanas en 1945, pero fue sustituida por otra soprano, la cual había invertido su dinero en la producción.
Después de la guerra Vayne se fue de viaje a Escandinavia, cantando en el Teatro de Variedades de la China de Estocolmo, en el Tivoli Gardens de Copenhague y en otros teatros. En 1947 apareció como cantante en la película The White Unicornio (Bad Sister).
En 1949 fue invitada a cantar el papel de Fevronia de La leyenda de la ciudad invisible de Kítej de Rimsky-Kórsakov al Gran Teatro del Liceo de Barcelona. En 1951 cantó el papel de Leonora de la ópera Il trovatore a la Ópera Nacional Gal·lesa, y en el otoño de 1952 Vayne cantó su primera Tosca, con Tito Gobbi haciendo el rol de Scarpia, en una producción de la Compañía de Ópera Italiana. La compañía volvió en mayo de 1953, y Vayne cantó entonces la Leonora de La forza del destino con el tenor Carlo Bergonzi haciendo el papel de Don Álvaro. En 1952 se casó con Ígor Semiletoff, un matrimonio que sería más tarde disuelto. Tuvo una larga relación con Eugene Iskoldoff, el empresario de la Compañía de Ópera Italiana, quien acabaría siendo su director. Fue a Italia a probar suerte y en 1954 cantó Donna Anna en El invitado de piedra de Aleksandr Dargomijski en Florencia, y Tosca en Roma, Piacenza y Génova. También cantó la Santuzza de Caballería rusticana con Beniamino Gigli haciendo el papel de Turiddu, en Roma. A lo largo de los años de funcionamiento de la Compañía de Ópera Italiana, la cual cerró en 1956, Vayne cantó Violetta de La traviata, Leonora de Il trovatore y Tosca. Ella y Iskoldoff fueron a Nueva York y después a Hollywood a buscar el trabajo pero se quedaron sin dinero, y después del suicidio de Iskoldoff, Vayne quedó en la indigencia. Volvió en Londres para trabajar de secretaría, y más tarde de restauradora de cerámica.
En 1961 fue a Nueva York al Players' Theatre bajo el nombre de The Strollers.
El primer CD en el que participó contenía arias del príncipe Ígor, La dama de picas y Tosca, gracias a Earl Okin, quién redescubrió a la soprano, editado por Preiser.
Más tarde grabó, a la edad de 81 años, un disco de canciones y piezas de opereta, y escribió su autobiografía, '"A Voice Reborn" (una voz renacida) (1999).
Apareció en el programa de radio Desierto Island Discos de la BBC 4 el 24 de marzo de 1996.

## Autobiografía y discografía
- 1999 A Voice Reborn. Londres: Arcadia Books ISBN 1-900850-27-3 (con Andrew Palmer)
- Kyra Vayne (Preiser 89996)
- Kyra Vayne, Volumen 2 (Preiser 89993)
- Kyra Vayne (Eklipse EKR-P-16)
- Nostalgia with Kyra Vayne (Eklipse EKR-P-19)